# Park Nam-ok
Park Nam-ok (Hayang, 24 febbraio 1923 – Los Angeles, 8 aprile 2017) è stata una regista, attrice e sceneggiatrice sudcoreana.
Nota principalmente per il suo primo e unico film Mimang-in (1955), è considerata la prima regista donna coreana. Benché ritenuto ai tempi un fiasco commerciale, Mimang-in contribuì a renderla nei decenni successivi tra i principali punti di riferimento delle produzioni femminili nel Paese.

## Biografia
Terza di dieci figli, nacque ad Hayang il 24 febbraio 1923 da una ricca famiglia. Già da giovane dimostrò un carattere determinato e una predisposizione per sport come il tiro a segno. Sin da bambina nutrì inoltre una grande passione per il cinema, idolatrando l'attore Kim Shin-jae. Nel 1943 iniziò a frequentare l'Università femminile Ewha, ma interruppe i propri studi per diventare una giornalista a Taegu.
A partire dal 1945, dopo la liberazione della Corea dal dominio giapponese, iniziò a lavorare per la Chosun Film Company grazie all'aiuto del regista Yoon Yong-kyu. Nel 1947 fu la sceneggiatrice del film Saero-un maengseo, diretto da Shin Kyeong-gyun. Durante la Guerra di Corea lavorò su una pellicola bellica ed incontrò il futuro marito Lee Bo-ra.
Nell'inverno del 1954 iniziò a girare il suo primo film, un melodramma intitolato Mimang-in, e durante le riprese provvedette personalmente a fornire cibo al suo staff. La sceneggiatura fu scritta dal marito, mentre la sorella la aiutò a creare la casa di produzione "Sister Productions". Il film narrava le difficoltà e i problemi che circondavano le vedove di guerra coreane, tematiche assai controverse all'epoca. Durante questi mesi la Park affiancò al proprio lavoro di regista gli impegni come madre, tanto che nel corso delle riprese portò spesso sulle proprie spalle il figlio nato da poco. Realizzato con un budget limitato, Mimang-in non ottenne successo commerciale e sancì la fine della carriera da regista della Park. Decenni più tardi, la sua dedizione al lavoro e le tematiche sensibili della sua pellicola furono tuttavia riconosciute e contribuirono a cementarla tra i principali pionieri della regia femminile coreana.
Il Seoul International Women's Film Festival assegna dal 2008 un premio in suo onore, conferito per la prima volta a Yim Soon-rye.
Nell'ultima parte della sua vita si rilocò negli Stati Uniti. Si è spenta l'8 aprile 2017 all'età di 94 anni, presso la sua residenza a Los Angeles.